# (23699) Paulgordan
(23699) Paulgordan est un astéroïde de la ceinture principale.

## Description
(23699) Paulgordan est un astéroïde de la ceinture principale. Il fut découvert le 8 juillet 1997 à Prescott (Arizona) par Paul G. Comba. Il présente une orbite caractérisée par un demi-grand axe de 3,15 UA, une excentricité de 0,16 et une inclinaison de 15,5° par rapport à l'écliptique.

## Compléments